# Валтер фон Хорбург
Валтер фон Хорбург (на немски: Walter von Horburg; † 25 юли 1258, убит) е граф на Хорбург (днес част от Барум) в Долна Саксония.

## Произход
Той е син на граф Куно фон Хорбург († сл. 1187). Внук е на Валтер фон Хорбург († сл. 1162) и правнук на граф Конрад фон Хорбург († сл. 1125) и праправнук на граф Куно фон Хорбург († сл. 1103). Брат е на Конрад фон Хорбург († сл. 1259). Валтер фон Хорбург е убит на 25 юли 1258 г.

## Фамилия
Валтер фон Хорбург се жени за фон Геролдсек, сестра на Хайнрих IV фон Геролдсек († 1273), от 1263 г. епископ на Страсбург, дъщеря на Буркард IV фон Геролдсек († сл. 1238) и дъщерята на вилдграф Герхард I фон Кирбург († сл. 1198). Те имат двама сина:
- Буркард фон Хорбург († 25 май 1315), женен пр. 27 декември 1294 г. за Аделхайд фон Фрайбург († 17 януари 1300)
- Валтер фон Хорбург